# Attila (tecknad serie)
Attila var en belgisk tecknad spionparodi för barn av Derib och Maurice Rosy. Serien utspelade sig i Schweiz och handlade om en hormonbehandlad hyperintelligent hund som kan tala och som arbetar för det schweiziska kontraspionaget.

## Album
1. Attila sliter hund (på svenska 1981[1]) (fr "Un métier de chien")
2. Slottsmysteriet (fr "Attila au château")
3. Mysteriet Z14 (fr "Le mystère Z14")
4. De hemliga uppfinningarna (fr "La merveilleuse surprise d'Odée")